# Widul-Gletscher
Der Widul-Gletscher (bulgarisch ледник Видул lednik Widul) ist ein 7,5 km langer und 1,4 km breiter Gletscher im westantarktischen Ellsworthland. Auf der Ostseite des Hauptkamms der Sentinel Range im Ellsworthgebirge fließt er nordwestlich des Skaklja-Gletschers von den Nordhängen des Mount Reimer und den Osthängen des Mount Dawson in nördlicher Richtung zum Newcomer-Gletscher, den er westlich des Mount Warren in den Gromshin Heights erreicht.
US-amerikanische Wissenschaftler kartierten ihn 1961. Die bulgarische Kommission für Antarktische Geographische Namen benannte ihn 2014 nach dem bulgarischen Rebellenführer Widul Widulow (1777–1833).